# クラッチ.
株式会社クラッチ.は、テレビ番組の制作およびタレントのマネジメントを行っている映像制作プロダクション・芸能事務所である。アップフロントグループではないが、繋がりが深い。

## 会社概要

### 所在地
- 大阪オフィス（登記上本店）：〒530-0047 大阪市北区西天満3-6-28 オクタス西天満5F
- 東京オフィス：〒150-0031 東京都渋谷区神宮前2-4-18 リッツ外苑4F

### 役員
- 代表取締役社長：水野伸宏
- 取締役：金澤文太、近藤浩文、重信好輝

## 事業内容
- Dクラッチ.（英称：D=CLUTCH.）は、テレビ番組の企画・制作・構成・演出やCM、プロモーションビデオ、イベントなどの制作を行う。
- Aクラッチ.（英称：A-CLUTCH.）は、芸能マネージメントを行う。

## 所属タレント・ミュージシャン

### 男性
- あいざき進也
- 嘉門達夫（業務提携）

### 女性
- 石黒彩
- 奥華子
- 新井深絵

### グループ
- ACTION（業務提携）
- Libraian
- スターダスト・レビュー

### 過去の所属タレント・ミュージシャン
男性
- 真矢
- 町田康
- モンスター前塚
- 植田圭輔

女性
- 信田美帆

グループ
- EARTHSHAKER
- 椿屋四重奏
- ねぐりぢぇ
- POTBELLY
- La'cryma Christi

## 主な制作番組
（凡例）★：関西ローカル、◎：全国ネット（一部）

### 大阪オフィス

#### 現在
NHK大阪放送局
- きょうの料理（NHK）◎
- すてきにハンドメイド（NHK）◎

毎日放送
- 痛快!明石家電視台★
- ちちんぷいぷい★
- せやねん!★
- MUSIC EDGE + Osaka Style★
- 知っとこ!（TBS系列）◎
- DRESS★
- 神戸コレクション・神コレショッピングSP★

ABCテレビ
- 見知らぬ関西新発見!みしらん

関西テレビ
- 快傑えみちゃんねる★
- 真夜中市場〜ハイヒールの眠れない夜〜★
- お笑いワイドショー マルコポロリ!★
- ごきげんライフスタイル よ〜いドン!・木曜企画「懐かしいモノ見学」→「人気モン見学」／週通し企画「関西ちなみにガイド」★

テレビ大阪
- きらきらアフロ（テレビ東京系列ほか）◎

オフィスフジカミ
- 関西魂（テレビ大阪）★

#### 過去
NHK大阪放送局
- おしゃれ工房（NHK）◎
- まる得マガジン（NHK）◎

毎日放送
情熱大陸
- 今夜はえみぃ〜GO!!★
- 世界バリバリ★バリュー（TBS系列）◎
- あったか生活!秘伝!カテイの魔法（TBS系列）◎
- ジャイケルマクソン★
- まちウケ!★
- ちりちりドクモちゃん★
- ランキンの楽園（TBS系列）◎
- よゐこのワケアリ★
- バンバンバン（TBS系列）◎
- チュー'sDAYコミックス 侍チュート!◎

関西テレビ
- 昼ショップ 買物検討使★
- 2時ワクッ!★
- パンピーの法則（フジテレビ系列）◎
- 脳内活性!クイズファクトリー★
- 旅っきり!〜ふれあい紀行〜★
- 関ジャニ∞のジャニ勉★
- にじいろジーン（フジテレビ系列）◎
- おじょママ!F★
- タカトシラベ（フジテレビ系列）◎

読売テレビ
- 第25回全国高等学校クイズ選手権 近畿大会決勝

テレビ大阪
- 歌のアリーナ★
- メッセ弾
- ガツン!★
- 天神祭生中継★

### 東京オフィス

#### 現在
テレビ朝日
- さきっちょ☆

WOWOW
- RO15

USEN
- 映画BANZKE

インターネット放送
- みやけエコネット

#### 過去
日本テレビ
- ウタワラ
- スッキリ!!（日本テレビ系列）◎
- HAPPY Xmas SHOW （日本テレビ系列）◎

TBS
- 全員正解あたりまえ!クイズ（TBS系列）◎
- 週刊!健康カレンダー カラダのキモチ（CBC制作・TBS系列）◎

フジテレビ
- まごまご嵐

テレビ朝日
- いいはなシーサー

WOWOW
- 明石家さんまのサッカー大事典
- 明石家さんま編成局長 映画大事典
- 明石家さんまの映画大事典II
- 明石家さんまの映画大事典III
- 明石家さんまの映画大事典IV
- 明石家体育大学 さんまの熱血スポーツ塾!
- さんまのリーガNO.1宣言
- 明石家さんまのユーロNo.1!

USEN
- ナイッシュー!（GyaO）
- サモンナイトTV（GyaO）

インターネット放送
- 有ののへや